# فتانه ولیدی
فتانه ولیدی (۱۳۳۲ – ۳ مهر ۱۴۰۳) خوانندهٔ موسیقی کردی اهل ایران بود. او نخستین زن کُرد ایرانی بود که در رادیو ملی، در دههٔ ۴۰ خورشیدی آواز خواند.
فتانه ولیدی با ترانه صبری گل فروش (سه‌بری گوڵ فرۆش) به دنیای حرفه‌ای موسیقی پا گذاشت. ترانه‌های این خوانندهٔ مطرح کرد اینک نیز بعد از گذشت سال‌ها جزء به‌یادماندنی‌ترین ترانه‌های کردی در همهٔ شهرها و بخش‌های کردنشین است.

## زندگی‌نامه
فتانه ولیدی سال ۱۳۳۲ در سنندج متولد شد. او از ۷ سالگی فراگیری موسیقی و آواز را نزد پدرش محمدشریف ولیدی و حسن کامکار آغاز کرد.مادر ایشان عزیزه خانم صدای دلنشینی داشت و در قالی بافی خبره بود، پدر ایشان علاوه بر سرودن ترانه و آهنگسازی   از ورزشکاران نامدار سنندج نیز بود و خواهر زاده وی نیز بسکتبالیست تیم ملی ایران بوده است. وی در ادامه به هنرستان عالی موسیقی تهران راه یافت و پس از دریافت مدرک لیسانس، نزد حسین علیزاده نواختن ساز تار را آموخت. فتانه ولیدی همزمان در گروه کودک رادیو مشغول به کار شد.
او با گروه‌ها و هنرمندانی همچون گروه کامکارها، محمدرضا لطفی و حسین علیزاده همکاری کرد و بیش از ۶۰ ترانه اجرا کرد. فتانه ولیدی در سن ۲۱ سالگی به‌علت بیماری روحی ناشی از ازدواج ناموفق، برای همیشه از خوانندگی فاصله گرفت و سال‌ها با پدرش در روستای حسن‌آباد سنندج زندگی کرد.
۱۶ آذر ماه ۱۳۹۳ از سوی انجمن تجلیل از مفاخر استان کردستان، تعدادی از مسئولان فرهنگی کردستان، نمایندگان مردم در مجلس شورای اسلامی و شورای شهر سنندج و جمعی از هنرمندان استان کردستان با حضور در منزل شریف ولیدی از سال‌ها فعالیت هنری دخترش فتانه ولیدی که سالخورده بیمار در منزل به سر می‌برد تجلیل به عمل آوردند.
در ۲۷ خرداد ۱۳۹۷ نیز مدیرکل فرهنگ و ارشاد اسلامی کردستان به عیادت وی رفت. حسین علیزاده نیز دربارهٔ دیدار با فتانه ولیدی خواننده کرد زبان مقیم کردستان گفته بود: در سفرهایی که برای اجراهای کنسرت به شهرهای مختلف دارم برای ادای احترام به دیدار هنرمندان کهنسال موسیقی آن منطقه می‌روم که در اجرای کردستان به دیدن فتانه ولیدی خواننده کرد زبان رفتم. این خانم خواننده از بهترین آوازخوان‌های موسیقی کردی است که با حسن کامکار کار کرده و در گذشته در برنامه کودک رادیو ایران همخوانی می‌کرده است. زندگی هنری این خواننده بسیار عجیب است و در این سفر متوجه شدم که بهمن قبادی داستان فیلم نیوه مانگ را براساس زندگی فتانه ولیدی ساخته است. متأسفانه حال جسمی این خانم خواننده خوب نیست و احتیاج به مداوا دارد.

## درگذشت
فتانه ولیدی ۳ مهر ۱۴۰۳ در سن ۷۱ سالگی در سنندج درگذشت. پیکر او ۶ مهر پس از تشییع بر دوش زنان و همراه با نواختنِ دف، در سنندج به خاک سپرده شد.

## ترانه‌ها
از جمله ترانه‌هایی که فتانه ولیدی در زمان فعالیت هنری خود اجرا کرد، می‌توان به آثار زیر اشاره کرد:
| شماره | نام                | زمان |
| ----- | ------------------ | ---- |
| ۱.    | «شیرین گیان»       | ۴:۵۲ |
| ۲.    | «گوڵه گیان»        | ۷:۰۴ |
| ۳.    | «شکۆفه»            | ۷:۰۴ |
| ۴.    | «بولبول»           | ۷:۰۹ |
| ۵.    | «بێ قه‌راره»        | ۵:۰۳ |
| ۶.    | «یاخوا به خێر بێی» | ۵:۰۴ |
| ۷.    | «ئومێدی دڵم»       | ۴:۳۱ |
| ۸.    | «ئهٔ یاری نازدارم»  | ۴:۱۱ |
| ۹.    | «ئهٔ دڵی غه‌مینم»    | ۷:۴۲ |
| ۱۰.   | «غه‌ریبم»           | ۵:۲۷ |
| ۱۱.   | «هه‌ر که‌س ئاشق بێت» | ۱:۵۵ |